# Federação Portuguesa de Motonáutica

## História
Por sugestão da Direcção-Geral de Educação Física, Desportos e Saúde Escolar, um grupo de clubes ligados à prática dos desportos náuticos, nomeadamente, Sporting Clube de Aveiro, Associação Naval Infante de Sagres, de Portimão, Sport Algés e Dafundo, Clube Naval de Aveiro, Clube Naval Setubalaense, Clube Desportivo Salvaterrense e Associação Desportiva Ovarense, representados, respectivamente, por Manuel Alves Barbosa, José Miguel Araújo, Valentim Deslgado, Carlos Mendes, José Fernandes Candido e Rui Francisco de Oliveira, Manuel João Raposo e Mário Maymone Madeira, e Domingos Campos, reuniu-se, na sede do Sport Algés e Dafundo, em Lisboa, no dia 26 de Março de 1964, para estudarem a possibilidade de fundarem uma federação de motonáutica.
Aos dirigentes acima citados juntaram-se os praticantes de motonáutica, António Vaz Gomes, João Castro Pereira, Vasco Matias, Luís Ramalho e João Ramalho, para apoiarem o projecto em curso.
Até ali, as actividades do desporto náutico motorizado em Portugal, onde se organizavam provas nacionais em duas classes (EU-Competição e ET-Turismo), desde 1960, eram coordenadas por uma “autoridade nacional”, delegada da U.I.M. – Union Internationale Motonautique, na pessoa de José Marinho de Abreu.
Antes ainda de 1960, um grupo numeroso de entusiastas de Cascais, sob a égide do seu Clube Naval, já organizavam algumas competições onde participavam nomes conhecidos da náutica de recreio, como o Conde de Monte Real, o Conde de Caria, Marinho de Abreu, Miguel Mayer, Bernardo Arnoso, João Castro Pereira, Pinto Basto, etc.
Os barcos então utilizados eram meras embarcações de recreio, com pouca preocupação de os dividir em classes, ou categorias, pois o importante era participar.
Este arranque, ao nível do desporto motorizado, estimulou outros entusiastas como Manuel Alves Barbosa (Aveiro), Manuel João e José Joaquim Raposo (Salvaterra), João e Luís Manuel Ramalho (Lisboa) e Mário Gonzaga Ribeiro (Lisboa).
Foi António Vaz Gomes, oriundo de Angola, com um curso de Engenharia e experiência na área da construção naval e mecânica marítima, quem iniciou o desenho e construção de verdadeiros barcos de competição, especialmente do tipo dos “hidros”, também conhecidos por “3 pontos”.
A regulação da actividade motonáutica dá-se na década de sessenta, com a realização de provas nacionais e internacionais, que coincidiram com a fundação da Federação Portuguesa de Motonáutica, cujos estatutos foram publicados no Diário do Governo nº. 148 – III ª. Série, de 25 de Junho de 1964.
Acentua-se a melhoria na qualidade dos pilotos portugueses, bem como nos seus conjuntos, muito sob influência do contacto internacional, com marroquinos e franceses.
Manuel Alves Barbosa (Campeão da Europa da Classe EU) e Mário Gonzaga Ribeiro (honrosas participações nas “6 Horas de Paris” e várias vezes Campeão Nacional) lideram o “ranking” dos melhores pilotos, a par de Manuel João Raposo (Salvaterra de Magos) que, embora competindo na “Classe de Turismo”, disputou sempre os primeiros lugares e apoiou muito todos os que pretendiam iniciar-se na Motonáutica.
Outros nomes surgem na competição, como Rui Noronha, António Sousa Pinto, Aurelio Pinto Castelo Branco, José Pinto Castelo Branco, de Lisboa, João Carlos Aleluia, de Aveiro e António Feu, Oscar Viana, Nuno Mendes, José Ramos, José Miguel Araújo e Firmino Moura, de Portimão.
Determinados locais, ao longo do País, interessam-se pela organização de provas, casos de Aveiro, Cascais e Portimão, com competições internacionais (Campeonatos da Europa) e Ovar, Castelo do Bode, Salvaterra e Figueira da Foz, com provas nacionais.
Após várias polémicas entre clubes e praticantes para a constituição de uma federação e a publicação oficial dos seus estatutos, o 1º. Congresso da F.P.M. realiza-se em 30 de Janeiro de 1965 e é presidido pelo seu actual Presidente, António Feu.
Várias personalidades, ao longo da sua história de quase 40 anos, prestaram relevantes serviços à Motonáutica e muito apoiaram a Federação, como foram os casos do Almirante Henrique Tenreiro, do Conde Caria, de José Castelo Branco, infelizmente já desaparecidos.
Algumas empresas interessam-se pela Motonáutica e patrocinam duas equipas de pilotos. A “TORRALTA” e o “AUTÓDROMO DO ESTORIL”, o que permite melhorar a qualidade dos conjuntos barcos/motores e o nível das competições.
Com a “Revolução de 25 de Abril” e o agravamento do custo dos combustíveis, a Motonáutica atravessou um período difícil de fraca participação.
Em 15 de Junho de 1978, a F.P.M., através de despacho do 1º. Ministro, é considerada Pessoa Colectiva de Utilidade Pública e mais entusiastas dedicam à Motonáutica e à sua Federação os seus conhecimentos: Sérgio Ribeiro Teles, Azevedo Moreira, Vítor Fortuna, Valter Bastos (que funda a Associação de Pilotos), Guilherme Matos, Mário Benavente, Vítor Rodrigues, José Carolo, Lecas Raposo, etc.

## Actualidade
É durante a década de noventa que se verifica o grande “boom” dos desportos náuticos motorizados e da actividade da Federação, após ter obtido o Estatuto de Utilidade Pública Desportiva em 30 de Agosto de 1994.
São as organizações, em Portugal, dos Campeonatos do Mundo de “Fórmula 1” e “Fórmula 3”, “Classe 1”," Powerboats V24", dos Campeonatos da Europa e do Mundo de “Fórmula 4”, dos Campeonatos da Europa e do Mundo de “Motas de Água”, dos campeonatos do mundo das classes PR 550 e PR 750 e dos Campeonatos da Europa e do Mundo de“Fórmula Futuro”.
Também os resultados da participação de pilotos portugueses em provas internacionais atinge significativa relevância como são os casos de Duarte Benavente (Campeão do Mundo da “S 850” e participante na “Fórmula 1”), Pedro Fortuna (Campeão do Mundo da “S 850” e cinco vezes Campeão da Europa da “Fórmula 4”), Luís Miguel Ribeiro ( Vice-Campeão Europa da “Formula 4”), Vítor Ferreira (Campeão do Mundo de Motas de Água), J m s Machado (Vice-Campeão da Europa de Motas de Água), Alain Thiriart (Campeão do Mundo da "Fórmula Futuro" na Classe 5 e Diogo Botelho (Campeão do Mundo de "Fórmula Futuro" na Classe 4) .
Actualmente, a F.P.M. mantém actividade em cinco modalidades náuticas, como Autoridade Nacional para Portugal dos desportos náuticos motorizados, por delegação da U.I.M.-Union International Motonautique, que são: “Barcos das Classes S 850 (Catamarans) e PR 750 (Semi - Rígidos)", “Motas de Água”, "Hovercrafts" e "Radiocontrolados", e tem estabelecido “Contratos-Programa” com o Instituto do Desporto de Portugal para apoio às suas actividades regulares, e com as Autarquias para apoio às suas realizações desportivas.
A área de Formação para iniciados dos 8 aos 18 anos, é uma das grandes apostas da F.P.M. para o Século XXI, pois permite maior divulgação da modalidade junto das camadas mais jovens e estimula o aparecimento de novos valores.